# Marie-Élisabeth Turgeon
Marie-Élisabeth Turgeon R.S.R. (Beaumont, 7 de febrero de 1840-Rimouski, 17 de agosto de 1881) nacida como Élisabeth Turgeon, fue una religiosa católica, fundadora de la comunidad femenina de Hermanas de Nuestra Señora del Rosario.
Fue abierto su proceso de beatificación en el 2014, y en el año siguiente fue beatificada por el cardenal Angelo Amato en representación del Papa Francisco. En su memoria fue dedicado el día 17 de agosto.